# Tribulus kaiseri
Tribulus kaiseri är en pockenholtsväxtart som beskrevs av H. Hosni. Tribulus kaiseri ingår i släktet tiggarnötter, och familjen pockenholtsväxter. Inga underarter finns listade i Catalogue of Life.